# Magistrat du siège de l'ordre judiciaire en France
Pour les articles homonymes, voir siège.
Dans l'ordre judiciaire français, la magistrature du siège, dite « assise », est composée de magistrats dont le rôle est de juger les litiges. Elle est ainsi nommée parce que ces magistrats exercent leurs fonctions en restant assis, par opposition à la magistrature du parquet, dite « debout », composée des procureurs qui portent l'accusation publique.
Le Conseil supérieur de la magistrature est censé garantir l'indépendance des magistrats du siège vis-à-vis des autres pouvoirs publics. Les magistrats du siège bénéficient de l'inamovibilité.

## Organisation
|                 | Tribunal judiciaire | Cour d'appel                               | Cour de cassation                                       |
| --------------- | --- | ------------------------------------------ | ------------------------------------------------------- |
| Second grade    | - Juge - Juge d'instruction - Juge des enfants - Juge de l'application des peines - Juge des contentieux de la protection - Juge placé auprès du premier président d'une cour d'appel |                                            | Auditeur                                                |
| Premier grade   | - Vice-président - Vice-président chargé des fonctions de juge des libertés et de la détention - Vice-président chargé de l'instruction - Vice-président chargé des fonctions de juge des enfants - Vice-président chargé de l'application des peines - Vice-président chargé du service d'un tribunal de proximité - Vice-président placé auprès du premier président de la cour d'appel - Premier vice-président adjoint - Premier vice-président - Président | Conseiller                                 | Conseiller référendaire                                 |
| Hors-hiérarchie | - Premier vice-président, chargé de l'instruction - Premier vice-président - Président | - Président de chambre - Premier président | - Conseiller - Président de chambre - Premier président |